# Анал
Анал — тибето-бірманська мова, переважна більшість носіїв якої проживає в Індії (за даними на 2001 рік — 23 200 осіб). Невелика кількість носіїв мови проживає також у М'янмі та Бангладеш. Писемність на основі латиниці.